# 八幡神社 (八潮市八條)
八幡神社（はちまんじんじゃ）は、埼玉県八潮市の神社。

## 歴史
1449年（宝徳元年）に創建された。この年に山城国綴喜郡（現・京都府八幡市）の男山八幡宮（現・石清水八幡宮）から八幡大神（誉田別命）を、武蔵国埼玉郡岩付（現・さいたま市岩槻区）の岩槻久伊豆神社から久伊豆大神（大己貴命）を、武蔵国足立郡大宮（現・さいたま市大宮区）の氷川神社から氷川大神（須佐之男命）を勧請し、合祀したものである。
明治初期、近代社格制度に基づく「村社」に列せられ、1907年（明治40年）・1909年（明治42年）・1912年（大正元年）の三度にわたる神社合祀により、周辺の神社が合祀された。
現在の本殿は1891年（明治24年）に再建されたものである。その柱間には、当時の一大出来事であった大日本帝国憲法発布の様子（明治天皇から内閣総理大臣黒田清隆に憲法を下賜する様子など）が彫られている。

## 文化財
- 本殿（国の登録有形文化財 2022年（令和4年）2月17日登録）[3]
- 弘安7年銘板石塔婆（八潮市指定有形文化財 1971年（昭和46年）3月16日指定）[4]

## 交通アクセス
- 八潮市コミュニティバス（東武バス）  八潮駅北口 - 市民温水プール経由 - 八潮駅北口行き「八條八幡神社」下車
- 首都高速道路 ・常磐自動車道 　三郷インターチェンジから車で5分
- 東京外環自動車道 　外環三郷西インターチェンジから車で5分